# Емануеле Паделла
Емануеле Паделла (італ. Emanuele Padella, нар. 24 вересня 1988, Рим) — італійський футболіст, захисник клубу «Віченцу».

## Ігрова кар'єра
Вихованець клубу «Чиско Рома», за першу команду якого дебютував 29 серпня 2007 року в матчі Кубка Італії Серії С проти «Нуорезе» (0:1). Всього в першому сезоні взяв участь лише у 10 матчах Серії С2.
У наступному сезоні він перейшов на правах оренди до «Прато», де провів один рік, після чого повернувся в «Чиско». За результатами сезону 2009–10 столичний клуб пробився до Лега Про Пріма Дивізіоне, після чого змінив назву на «Атлетіко Рома». У третьому дивізіоні Паделла провів один рік, будучи основним гравцем клубу.
Влітку 2011 року футболіст був придбаний «Пармою», проте 10 серпня 2011 року на правах спільного володіння перейшов у «Гроссето» з Серії В. Граючи у складі «Гроссето» також здебільшого виходив на поле в основному складі команди, зігравши 30 матчів в чемпіонаті, в результаті чого 22 червня 2012 року партнерство між двома клубами було продовжено ще на один сезон, в якому Паделла певний час був навіть капітаном «Гроссето» за відсутності Самуеле Оліві та Фердінандо Сфорцині.
13 серпня 2013 підписав трирічний контракт з клубом «Віртус Ентелла», проте провів в команді лише пів року і 10 січня 2014 року став гравцем «Беневенто». У перших двох сезонах клуб програвав у плей-оф, але з третьої спроби зумів вперше в своїй історії вийти до Серії В. Там у першому ж сезоні 2016/17 клуб виграв плей-оф і сенсаційно вийшов до Серії А. Всього  встиг відіграти за команду з Беневенто 75 матчів в національному чемпіонаті.
Проте в елітному італійському дивізіоні Паделла так й не дебютував, продовжи виступи у другій італійській лізі, перейшовши влітку 2017 року до «Асколі». А за два роки, влітку 2019, став гравцем «Віченци».

## Статистика виступів

### Статистика клубних виступів
Станом на 22 квітня 2019 року
| Сезон                        | Команда                      | Чемпіонат                    | Чемпіонат | Чемпіонат | Національний кубок | Національний кубок | Національний кубок | Континентальні кубки | Континентальні кубки | Континентальні кубки | Інші змагання | Інші змагання | Інші змагання | Усього | Усього |
| Сезон                        | Команда                      | Ліга                         | Ігор      | Голів     | Ліга               | Ігор               | Голів              | Ліга                 | Ігор                 | Голів                | Ліга          | Ігор          | Голів         | Ігор   | Голів  |
| ---------------------------- | ---------------------------- | ---------------------------- | --------- | --------- | ------------------ | ------------------ | ------------------ | -------------------- | -------------------- | -------------------- | ------------- | ------------- | ------------- | ------ | ------ |
| 2006–07                      | «Чиско Рома»                 | C2                           | 0         | 0         | КІ-C               | 0                  | 0                  | -                    | -                    | -                    | -             | -             | -             | 0      | 0      |
| 2007–08                      | «Чиско Рома»                 | C2                           | 10        | 0         | КІ-C               | 2                  | 0                  | -                    | -                    | -                    | -             | -             | -             | 12     | 0      |
| 2008–09                      | «Прато»                      | СД                           | 17+3      | 1         | КІ-ЛП              | 4                  | 0                  | -                    | -                    | -                    | -             | -             | -             | 24     | 1      |
| 2009–10                      | «Чиско Рома»                 | СД                           | 19+3      | 2         | КІ-ЛП              | 2                  | 0                  | -                    | -                    | -                    | -             | -             | -             | 24     | 2      |
| 2010–11                      | «Атлетіко Рома»              | ПД                           | 30+4      | 4+1       | КІ+КІ-ЛП           | 1+1                | 1+0                | -                    | -                    | -                    | -             | -             | -             | 36     | 6      |
| Усього за «Чиско»/«Атлетіко» | Усього за «Чиско»/«Атлетіко» | Усього за «Чиско»/«Атлетіко» | 59+7      | 6+1       |                    | 6                  | 1                  |                      | -                    | -                    |               | -             | -             | 72     | 8      |
| 2011–12                      | «Гроссето»                   | B                            | 30        | 1         | КІ                 | 1                  | 0                  | -                    | -                    | -                    | -             | -             | -             | 31     | 1      |
| 2012–13                      | «Гроссето»                   | B                            | 30        | 1         | КІ                 | 1                  | 0                  | -                    | -                    | -                    | -             | -             | -             | 31     | 1      |
| Усього за «Гроссето»         | Усього за «Гроссето»         | Усього за «Гроссето»         | 60        | 2         |                    | 2                  | 0                  |                      | -                    | -                    |               | -             | -             | 62     | 2      |
| 2013–14                      | «Віртус Ентелла»             | ПД                           | 14        | 0         | КІ+КІ-ЛП           | 0+4                | 0                  | -                    | -                    | -                    | -             | -             | -             | 18     | 0      |
| 2013–14                      | «Беневенто»                  | ПД                           | 9+3       | 1+1       | КІ+КІ-ЛП           | -                  | -                  | -                    | -                    | -                    | -             | -             | -             | 12     | 2      |
| 2014–15                      | «Беневенто»                  | ЛП                           | 24+1      | 2         | КІ+КІ-ЛП           | 2+1                | 1+0                | -                    | -                    | -                    | -             | -             | -             | 28     | 3      |
| 2015–16                      | «Беневенто»                  | ЛП                           | 23        | 0         | КІ+КІ-ЛП           | 0                  | 0                  | -                    | -                    | -                    | СЛ-ЛП         | 0             | 0             | 23     | 0      |
| 2016–17                      | «Беневенто»                  | B                            | 19+2      | 0         | КІ                 | 1                  | 0                  | -                    | -                    | -                    | -             | -             | -             | 22     | 0      |
| Усього за «Беневенто»        | Усього за «Беневенто»        | Усього за «Беневенто»        | 75+6      | 3+1       |                    | 4                  | 1                  |                      | -                    | -                    |               | 0             | 0             | 85     | 5      |
| 2017–18                      | «Асколі»                     | B                            | 34+2      | 1         | КІ                 | 0                  | 0                  | -                    | -                    | -                    | -             | -             | -             | 36     | 1      |
| 2018–19                      | «Асколі»                     | B                            | 18        | 1         | КІ                 | 1                  | 0                  | -                    | -                    | -                    | -             | -             | -             | 19     | 1      |
| Усього за «Асколі»           | Усього за «Асколі»           | Усього за «Асколі»           | 52+2      | 2         |                    | 1                  | 0                  |                      | -                    | -                    | -             | -             | -             | 55     | 2      |
| Усього за кар'єру            | Усього за кар'єру            | Усього за кар'єру            | 277+18    | 16        |                    | 21                 | 2                  |                      | -                    | -                    |               | 0             | 0             | 316    | 18     |